# Aegus duplodentatus
Aegus duplodentatus es una especie de coleóptero de la familia Lucanidae.

## Distribución geográfica
Habita en la Península de Malaca ( Malaya).